# 迭戈·里韋拉
迭戈·里韋拉（西班牙語：Diego Rivera；1886年12月8日—1957年11月24日），生于墨西哥瓜纳华托。墨西哥著名塞法迪犹太族畫家、活跃的共产主义者。里韋拉最主要的贡献是促進墨西哥興起墨西哥壁畫復興運動。1922年至1953年，里韋拉在墨西哥城、查賓戈、庫埃納瓦卡、舊金山、底特律、紐約市等地畫壁畫。1931年，他的第二次回顧展覽在紐約現代藝術博物館展出。

## 个人生活
迭戈·里韋拉的妻子是著名女画家芙烈達·卡蘿，他们二人于1929年结婚，1939年离婚。1940年二人复婚，直到芙烈達·卡蘿1954年去世为止。
他與他的妻子芙烈達·卡蘿的愛情故事廣為流傳，里韋拉早年為一個美術學校的老師，而芙烈達向他學習作畫，他們也因此墜入愛河，儘管他們的年齡相差了20歲之多。
里韋拉同時也是一位很風流的人，雖然芙烈達曾答應要成為他的妻子，但要他停止他的風流行為，里韋拉雖然答應了但並未停止，芙烈達雖知道他做的這些事但都默默地承受了，直到他與芙烈達的親生妹妹有染後與芙烈達暫時分開。
他同時也是一位共產狂熱分子，自托洛斯基從挪威離開後墨西哥政府接受了他，而且里韋拉也很樂意迎接托洛斯基夫婦。

## 作品集

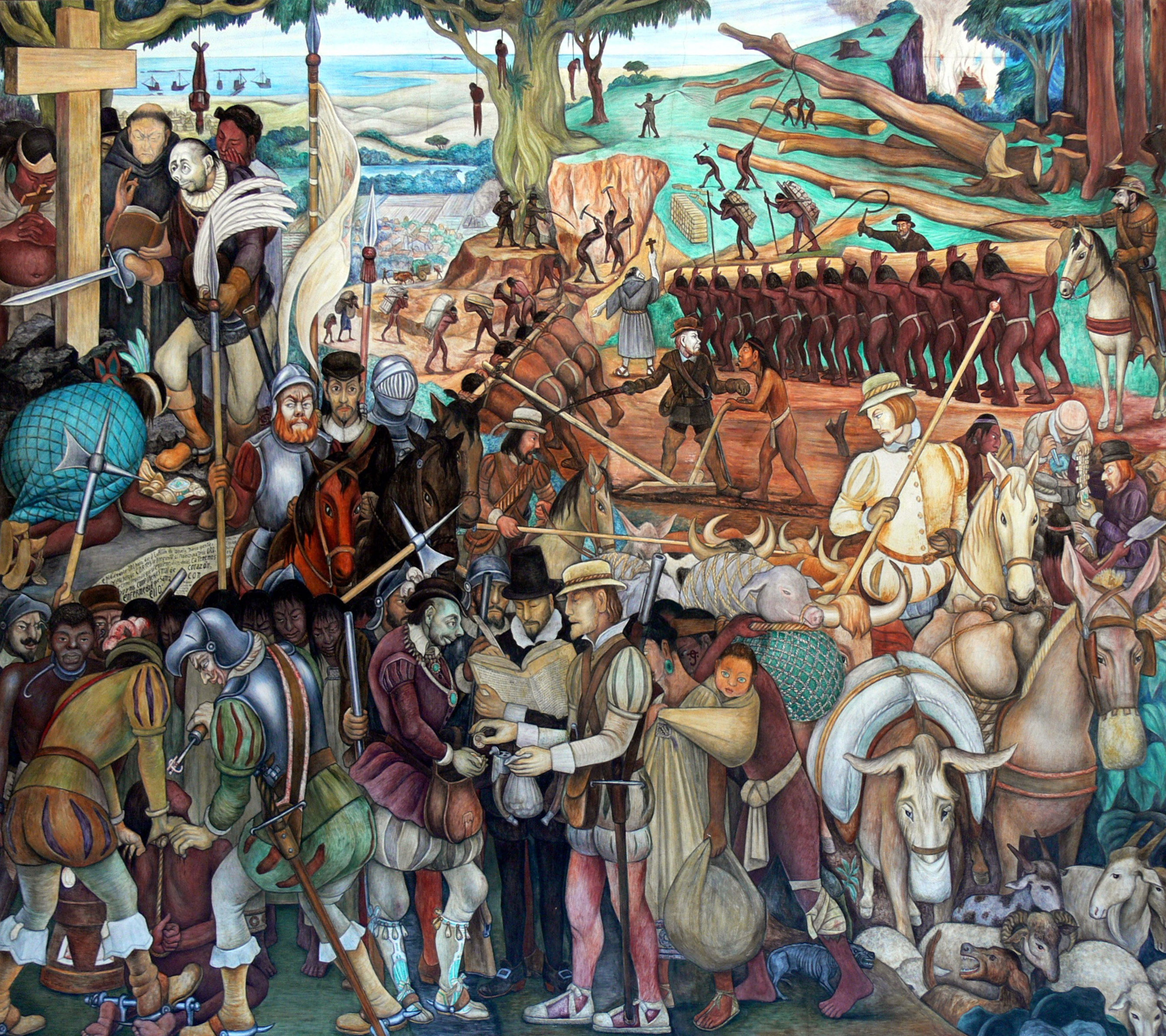
Murall, 收藏在國家宮 (1929–1945)
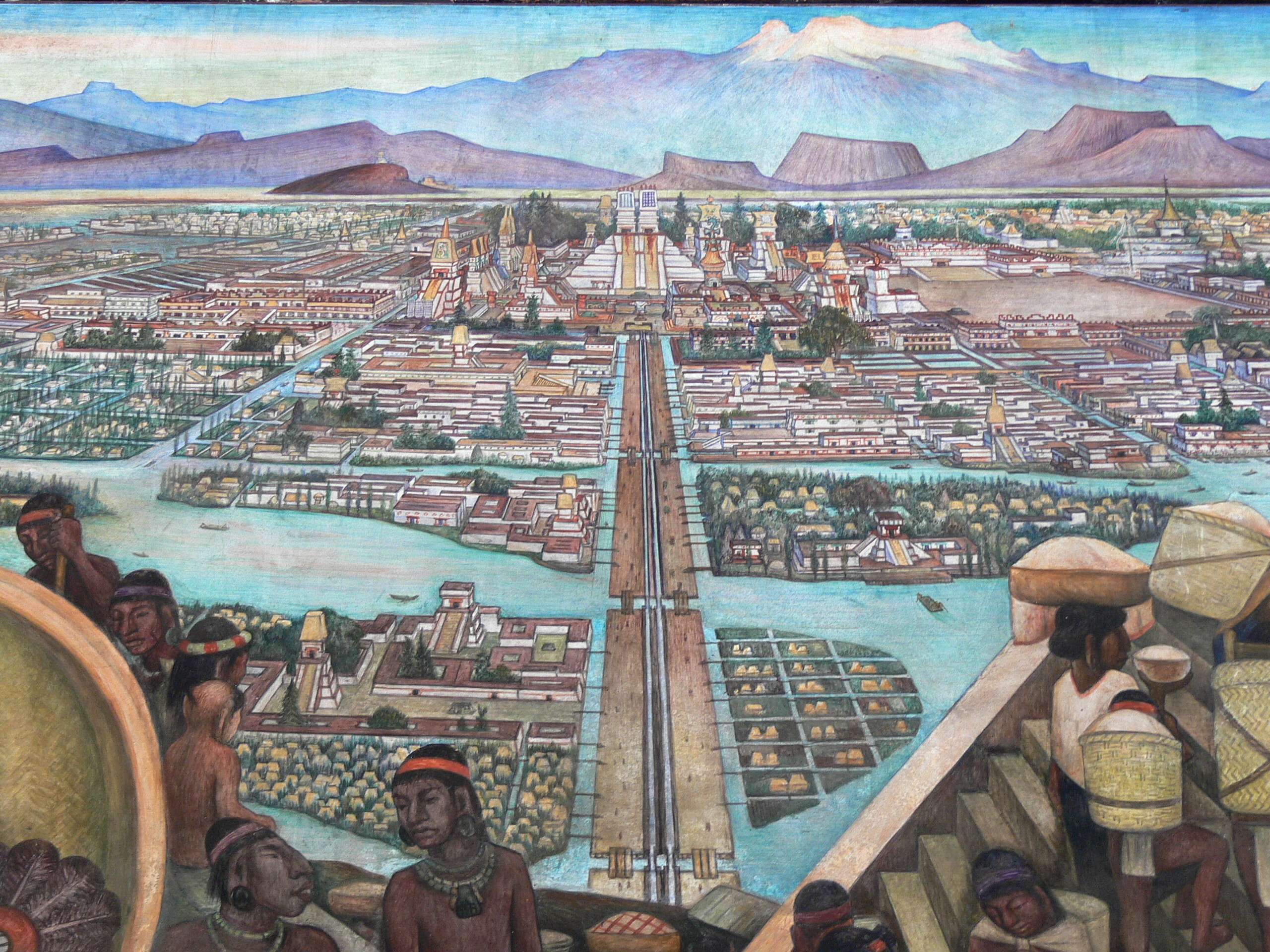
特诺克提兰，國家宮的壁畫
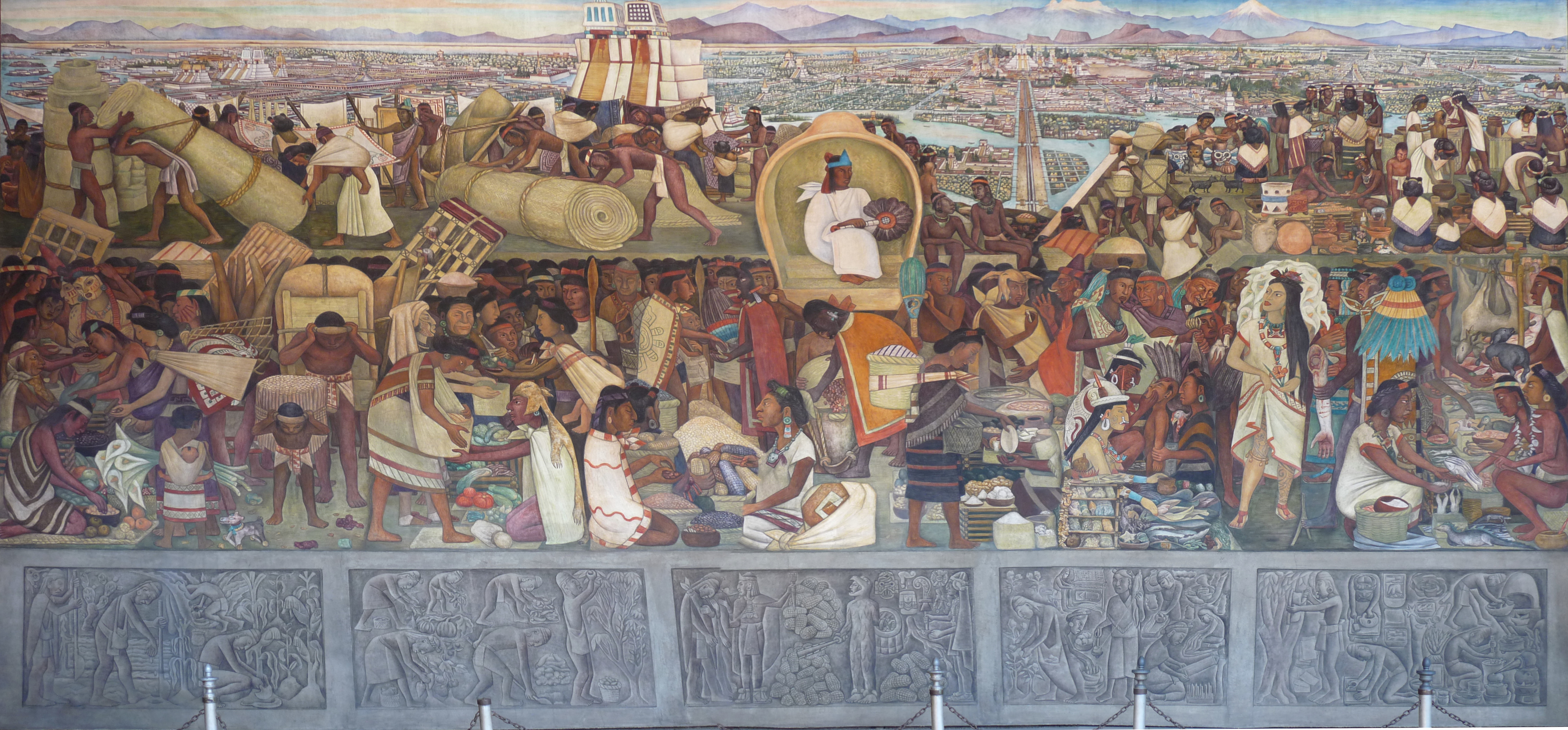
Mural of the Aztec market of Tlatelolco, 收藏在國家宮
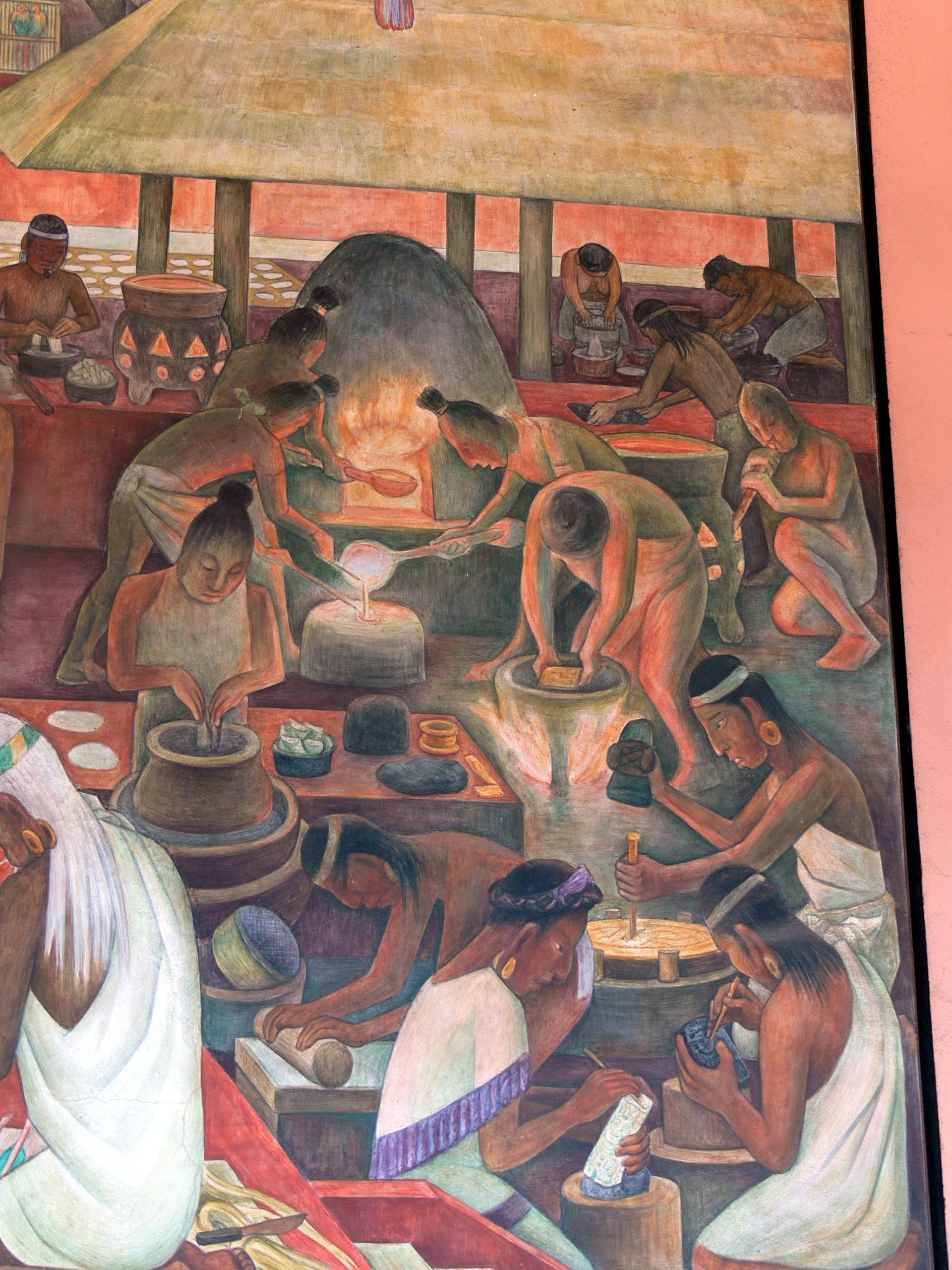
Murall, 收藏在國家宮
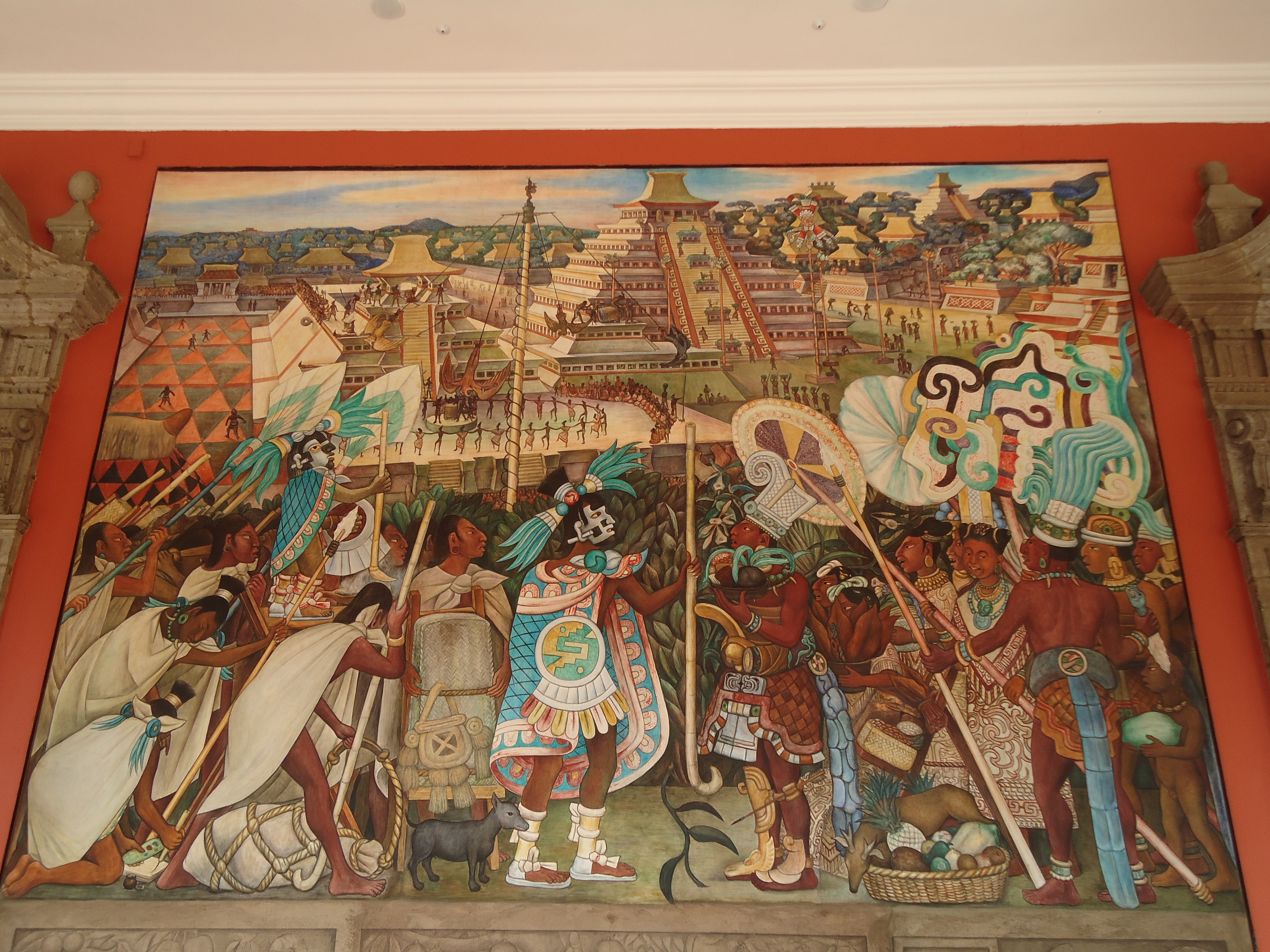
Mural, 收藏在國家宮
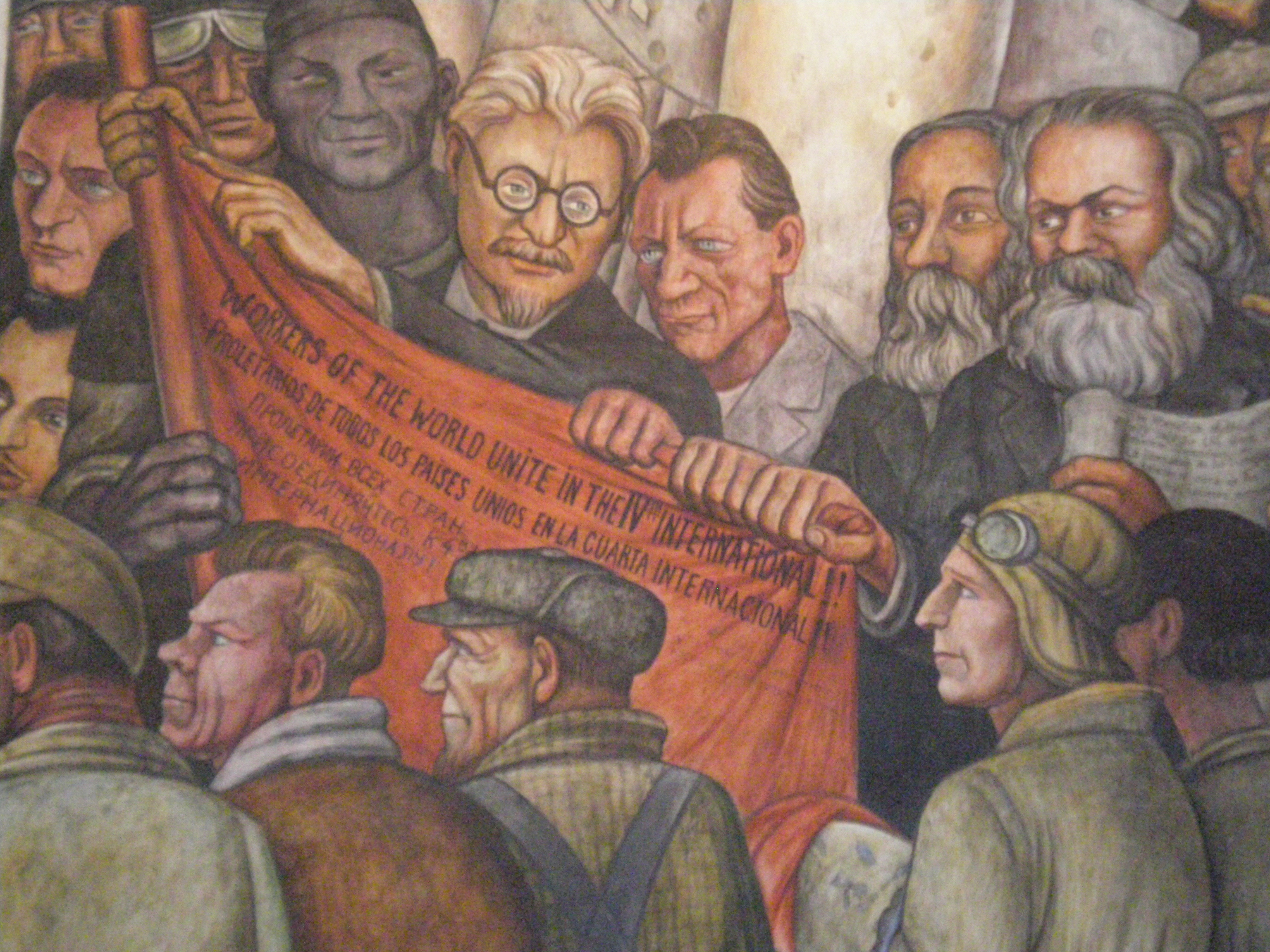
Man at the Crossroads中的列夫·达维多维奇·托洛茨基、弗里德里希·恩格斯、卡尔·马克思, 收藏在艺术宫
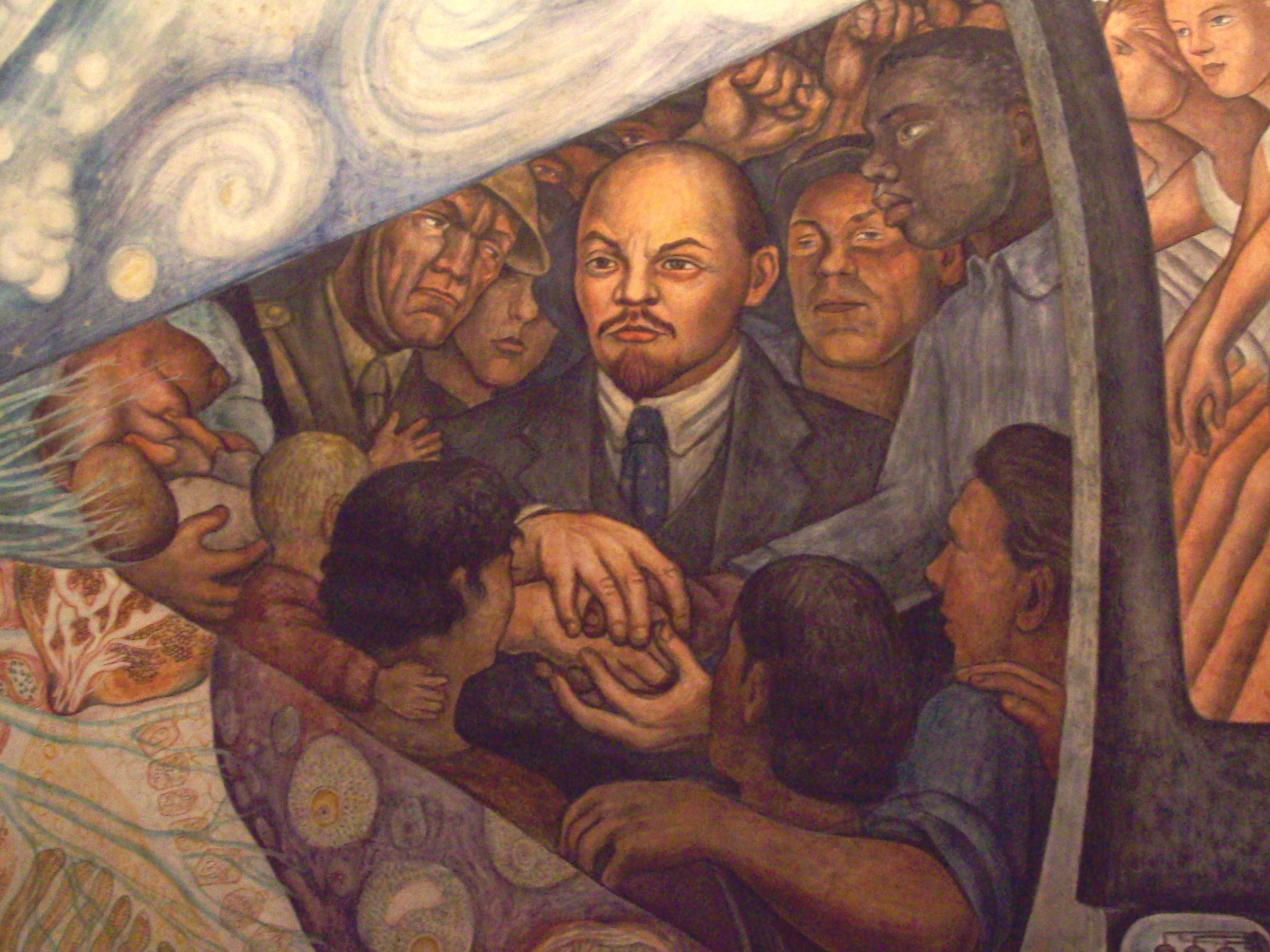
Man at the Crossroads中的弗拉基米尔·伊里奇·列宁,收藏在艺术宫
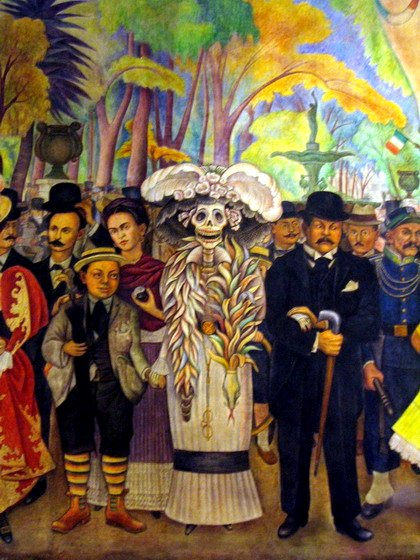
Mural Sueño de una Tarde Dominical en la Alameda Central
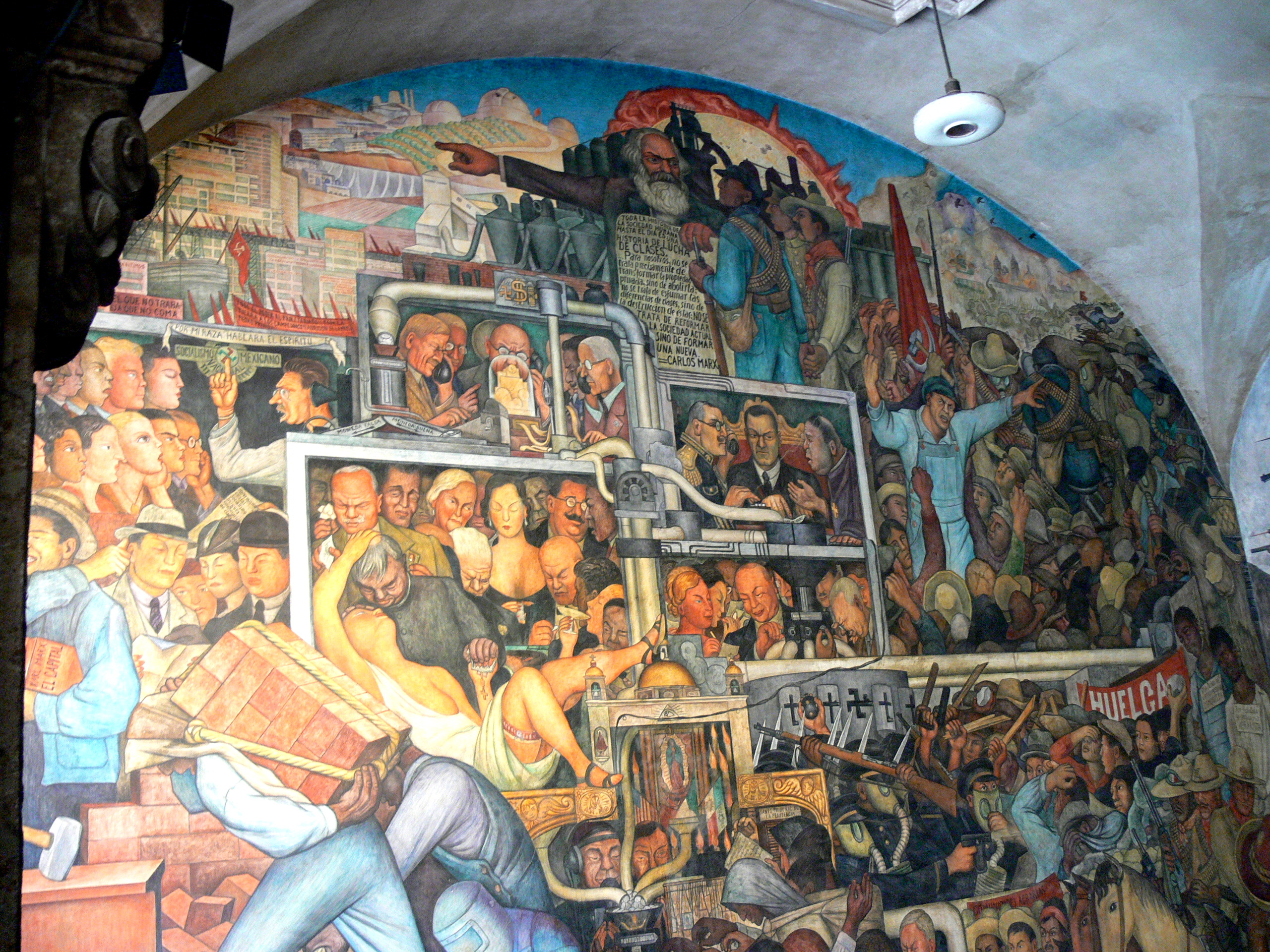
History of Mexico, 收藏在國家宮